# Miquel Feliu
Miquel Feliu Badal (Manresa, 17 maggio 1985) è un ex cestista spagnolo.

## Carriera

### Club
Feliu è cresciuto nelle giovanili del Manresa, con cui ha esordito tra i professionisti nel 2002. Durante il suo contratto con il club catalano (fino al 2010), ha giocato in prestito in diverse squadre: nel 2003-2004 al CB Olesa, nel 2005-2006 al L'Hospitalet, nel 2007-2008 all'Alcúdia, nel 2008-2009 al Vic e nel 2009-2010 al S. Josep Girona.
Nel 2010 ha lasciato Manresa firmando per l'Obradoiro, con cui ha disputato una stagione. In seguito ha vestito le maglie di diverse squadre spagnole nelle divisioni inferiori: Lleida (2011-2012), Força Lleida (2012-2013), Palencia (2013-2014), Tizona Burgos (2014-2015), Palma (2015-2016) e infine nuovamente Força Lleida, dove ha chiuso la carriera nel 2021.
Nel corso della sua carriera ha totalizzato più di 600 presenze nei campionati professionistici spagnoli.

### Nazionale
Ha rappresentato la nazionale spagnola nelle categorie giovanili, disputando tornei con le selezioni Under-16, Under-18 e Under-20 tra il 2000 e il 2005.

## Palmarès
- Copa Príncipe de Asturias: 1

Obradoiro: 2011